# ヴィディヤーダラ

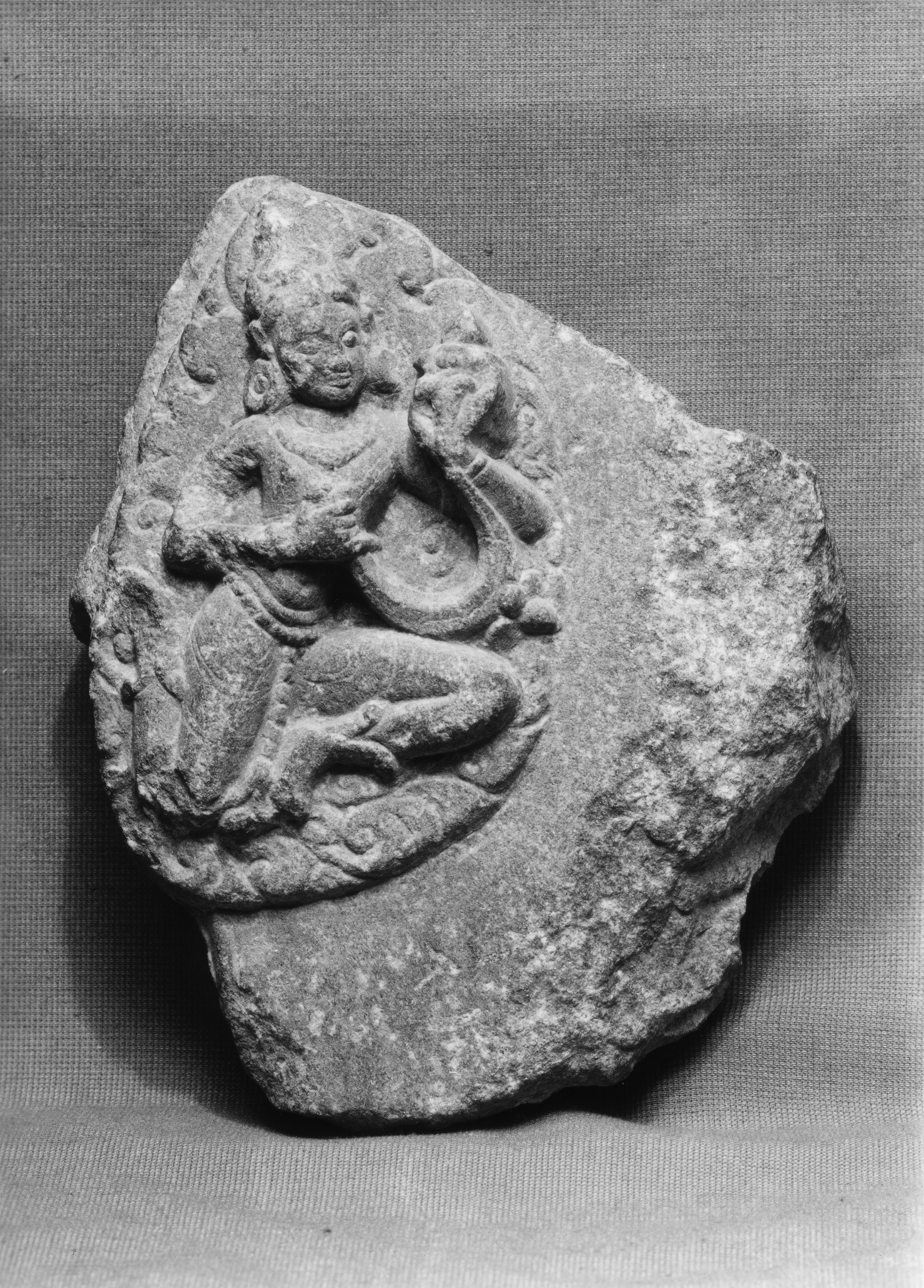
飛翔するヴィディヤーダラ

ヴィディヤーダラ（Vidyadhara、発音としてはヴィデャーダラ）は、インドの文学に登場する比較的新しい半神族。神通力にすぐれ、飛行能力を持つ。すでに『マハーバーラタ』にも登場するが、『ブリハット・カター』の著者グナーディヤが導入したともいわれる。
『カター・サリット・サーガラ』や『屍鬼二十五話』では、ジームータケートゥ王の王子ジームータヴァーハナやムリガーンカセーナ王の王女ムリガーンカヴァティーなどのヴィディヤーダラが登場する。特にジームータヴァーハナはヴィディヤーダラ族に現れた転輪聖王であり菩薩の化身とされ、『カター･サリット･サーガラ』では彼の物語が前世から語られている。また同書の主人公ナラヴァーハナダッタや、『屍鬼二十五話』の主人公トリヴィクラマセーナ王は物語の最後にヴィディヤーダラの王となる。